# Paléo-libertarianisme
Le paléo-libertarianisme ou libertarianisme conservateur[réf. nécessaire] est une école de pensée libertarienne américaine fondée par Lew Rockwell et Murray Rothbard qui se distingue par son conservatisme dans le domaine sociétal, en réaction aux libertariens de gauche.

## Caractéristiques
Le paléo-libertarianisme se distingue généralement par :
- des liens politiques avec le paléo-conservatisme[2] ;
- une politique étrangère strictement non-interventionniste[3] ;
- une approche basée sur le droit naturel et un rejet de l'utilitarisme ;
- son opposition à l'immigration massive[4],[5],[6] ;
- l'adhésion aux principes de l'école autrichienne d'économie ;
- une nette préférence pour la subsidiarité et le droit à l'autodétermination par rapport au centralisme[7],[8],[9],[10] ;
- une désaffiliation de l'alliance de l'ère de post-guerre froide entre libertariens et la Nouvelle Gauche, bien que cette tendance ait été vérifiée après les attaques du 11 septembre et la guerre contre le terrorisme, en raison de l'aversion des paléo-libertariens envers le néo-conservatisme.

Le mouvement refait surface aux États-Unis lors de l'élection présidentielle de 2016 avec le soutien affiché de la part de nombreuses personnalités libertariennes envers le candidat Républicain paléo-conservateur Donald Trump, principalement en raison de ses positions sur la politique étrangère et l'immigration,,,,.
Javier Milei du fait de certaines de ses positions politiques peut être considéré comme tenant du Paléo-libertarianisme.

## Personnalités de ce courant
- Hans-Hermann Hoppe
- Justin Raimondo
- Ilana Mercer
- Joseph Sobran (en)
- Lew Rockwell
- Murray Rothbard
- Ron Paul
- Thomas DiLorenzo
- Tom Woods
- Javier Milei

## Organisations paléo-libertariennes
- Institut Ludwig von Mises
- Parti des citoyens libres